# 銀匠式風格

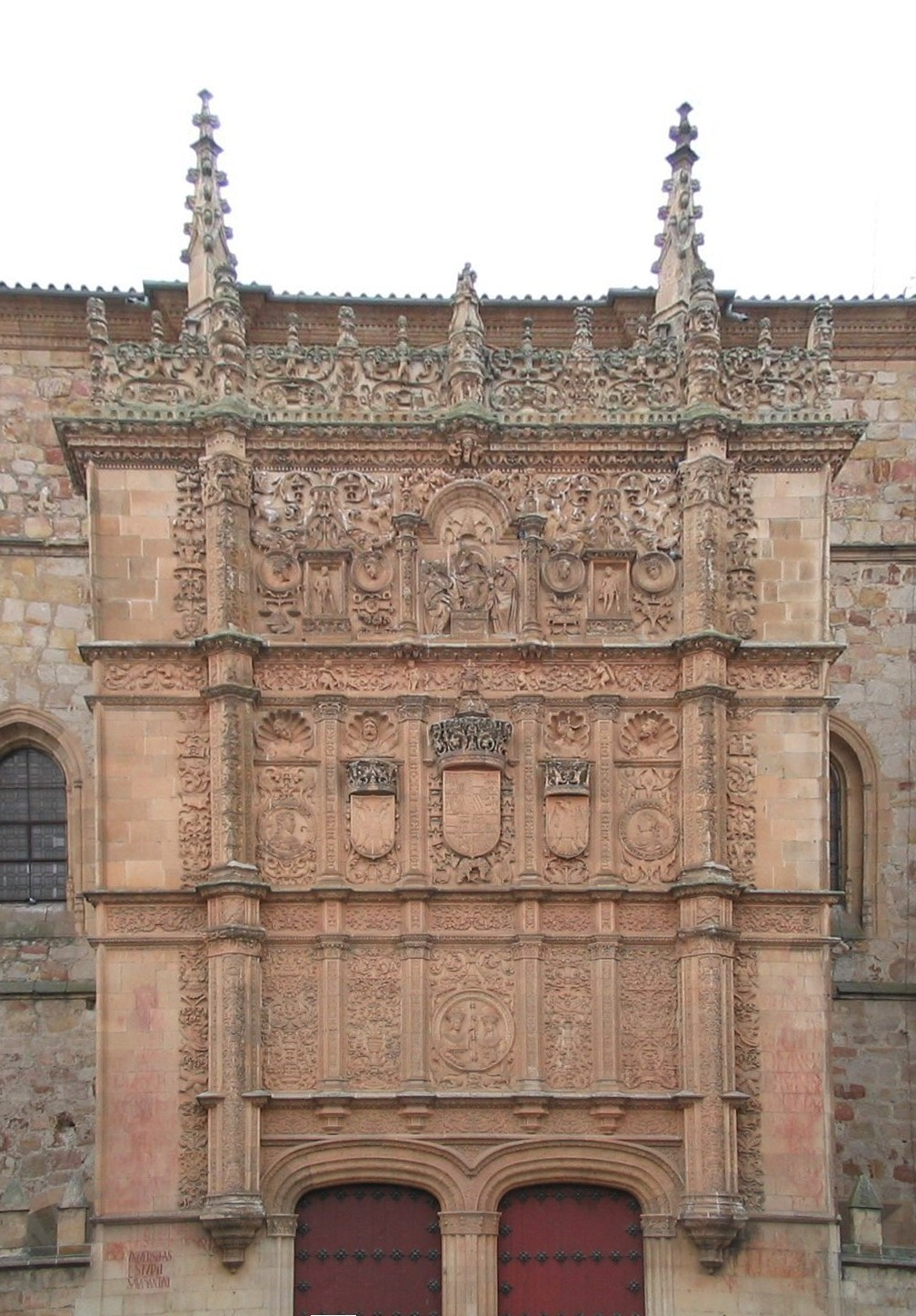
萨拉曼卡大学的銀匠式立面

銀匠式風格（西班牙語：Plateresco）是一種流行于西班牙帝國時代，前承哥特式，後啓文藝復興式的藝術風格，在建築領域尤其著名。其流行時間達兩世紀，在神圣罗马帝国皇帝查理五世治下達到頂峰。銀匠式建筑以其彫飾花樣繁複的立面而著稱，空間佈局上與哥特式仿佛。這種風格混合了穆德哈爾藝術、焰式建筑及倫巴第建築的元素，甚至托斯卡納的一些文藝復興元素也參雜在内。萨拉曼卡是銀匠風格藝術作品最集中的地區，此外莱昂和布爾戈斯及新西班牙的一些城市也有大量銀匠風格建築留存。在如今的學界，銀匠風格多被當作是文藝復興風格的一種，但有時也被視為一種獨立的藝術風格。